# Stephenson 2-18
座標:  18h 39m 02.3709s, −-06° 05′ 10.5357″
Stephenson 2-18（スティーブンソン2-18、略称 St2-18、Stephenson 2 DFK 1とも） は、たて座の赤色超巨星（RSG）または赤色極超巨星（RHG）である。たて・ケンタウルス腕にある巨大な散開星団であるスティーブンソン2星団の中にあり、地球から約19,000光年離れた場所に位置している。既知の星の中で最も大きく、最も明るい赤色超巨星のひとつであり、最も光量のある星のひとつである。その推定半径は約2150 R☉（約15億km）であり、体積は太陽の100億倍に相当する。この推定値が正しい場合、この星の表面を光速で1周するのに9時間かかることになり、仮に太陽の位置に配置した場合は、土星の軌道を飲み込むほどの大きさということになる。